# Trångsundsträsket
Trångsundsträsket är en sjö i Raseborgs stad i Finland.   Den ligger i landskapet Nyland, i den södra delen av landet, 80 km väster om huvudstaden Helsingfors. Trångsundsträsket ligger 2,5 meter över havet. Arean är 73,2 hektar och strandlinjen är 5,96 kilometer lång. Sjön  ingår i Finska vikens avrinningsområde.   I omgivningarna runt Trångsundsträsket växer i huvudsak blandskog. Ön Knälappen finns i Trångsundsträsket.